# Relaciones Estados Unidos-República Checa

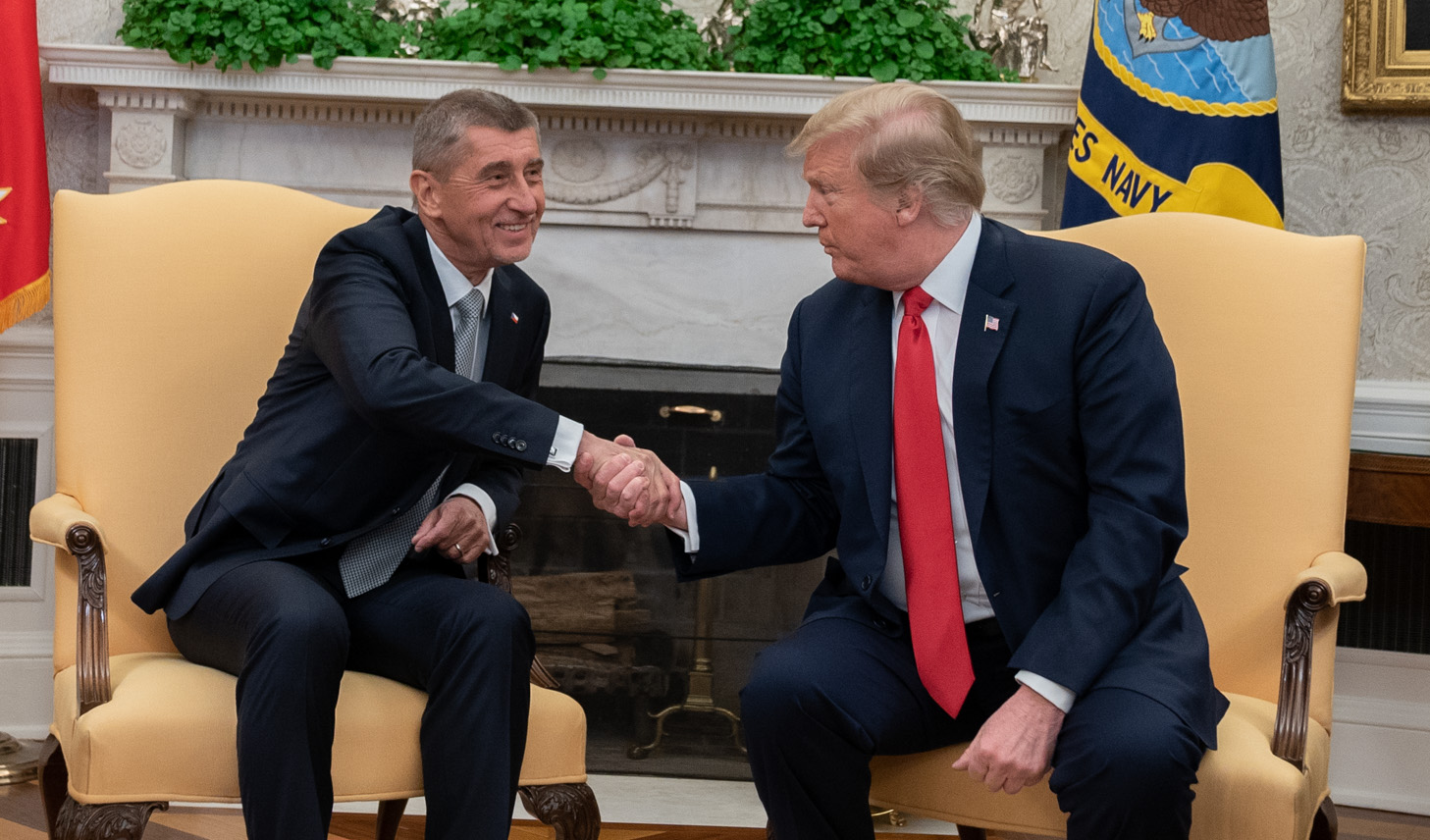
Primer Ministro checo Andrej Babiš (izquierda) y Presidente de los Estados Unidos Donald Trump (derecha) se dan la mano en la Casa Blanca en marzo de 2019

Las relaciones Estados Unidos-República Checa son las relaciones diplomáticas entre Estados Unidos y República Checa. Las relaciones entre la República Checa y los Estados Unidos se establecieron oficialmente en 1993 tras el colapso de la URSS y la subsiguiente disolución de la Checoslovaquia alineada con los comunistas.
Desde su transición a una democracia en 1989, se unió a OTAN en 1999, y la Unión Europea varios años después, la República Checa se ha convertido gradualmente en un socioeconómico cercano y aliado militar formal de los Estados Unidos, mejorando drásticamente los lazos bilaterales en los años posteriores a través de una cooperación cada vez más extensa en áreas que van desde el contraterrorismo a Programas de Intercambio Cultural de los Estados Unidos.
Según el Informe de liderazgo global de EE. UU. de 2012, el 39% de los checos aprueba el desempeño laboral del liderazgo de EE. UU., con un 26% de desaprobación y un 35% de incertidumbre.

## Historia

### Post-Primera Guerra Mundial
El presidente Woodrow Wilson y Estados Unidos jugaron un papel importante en el establecimiento de Checoslovaquia el 28 de octubre de 1918. Los 14 puntos del presidente Wilson, incluido el derecho étnico Los grupos para formar sus propios estados, fueron la base de la unión de los checos y los eslovacos. Tomas Masaryk, el padre del estado y su primer presidente, visitó los Estados Unidos durante la Primera Guerra Mundial y trabajó con funcionarios de los Estados Unidos para desarrollar las bases del nuevo país. Masaryk usó la Constitución de los Estados Unidos como modelo para la primera constitución checoslovaca.

### La posguerra mundial y la Checoslovaquia comunista
Después de Segunda Guerra Mundial, el Gobierno checoslovaco en el exilio regresó. Las relaciones normales continuaron hasta 1948, cuando el Partido Comunista de Checoslovaquia tomó el poder y las relaciones se congelaron rápidamente. La invasión soviética de Checoslovaquia (Pacto de Varsovia) de la República Socialista de Checoslovaquia en agosto de 1968 complicó aún más las relaciones entre Estados Unidos y Checoslovaquia. Los Estados Unidos remitieron el asunto al Consejo de Seguridad de las Naciones Unidas como una violación de la Carta de las Naciones Unidas, pero no se tomaron medidas contra los soviéticos.

### Revolución de Terciopelo
Desde la Revolución de Terciopelo de 1989, las relaciones bilaterales han mejorado enormemente. Los disidentes, una vez sostenidos por el aliento de los Estados Unidos y las políticas de derechos humanos, alcanzaron altos niveles en el gobierno. El presidente Václav Havel, en su primera visita oficial como jefe de Estado de Checoslovaquia, se dirigió al Congreso de los Estados Unidos y fue interrumpido 21 veces por ovaciones en pie. En 1990, en el primer aniversario de la revolución, el presidente George H. W. Bush, frente a una multitud entusiasta en la Plaza Wenceslas de Praga, prometió el apoyo de Estados Unidos para construir una Checoslovaquia democrática. Con este fin, el gobierno de los Estados Unidos ha fomentado activamente la transformación política y económica.
El gobierno de los Estados Unidos se opuso originalmente a la idea de que Checoslovaquia formara dos estados separados, debido a la preocupación de que una división podría agravar las tensiones políticas regionales existentes. Sin embargo, los Estados Unidos reconocieron tanto a la República Checa como a Eslovaquia el 1 de enero de 1993. Desde entonces, las relaciones entre los Estados Unidos y la República Checa se han mantenido sólidas económica, política y culturalmente.

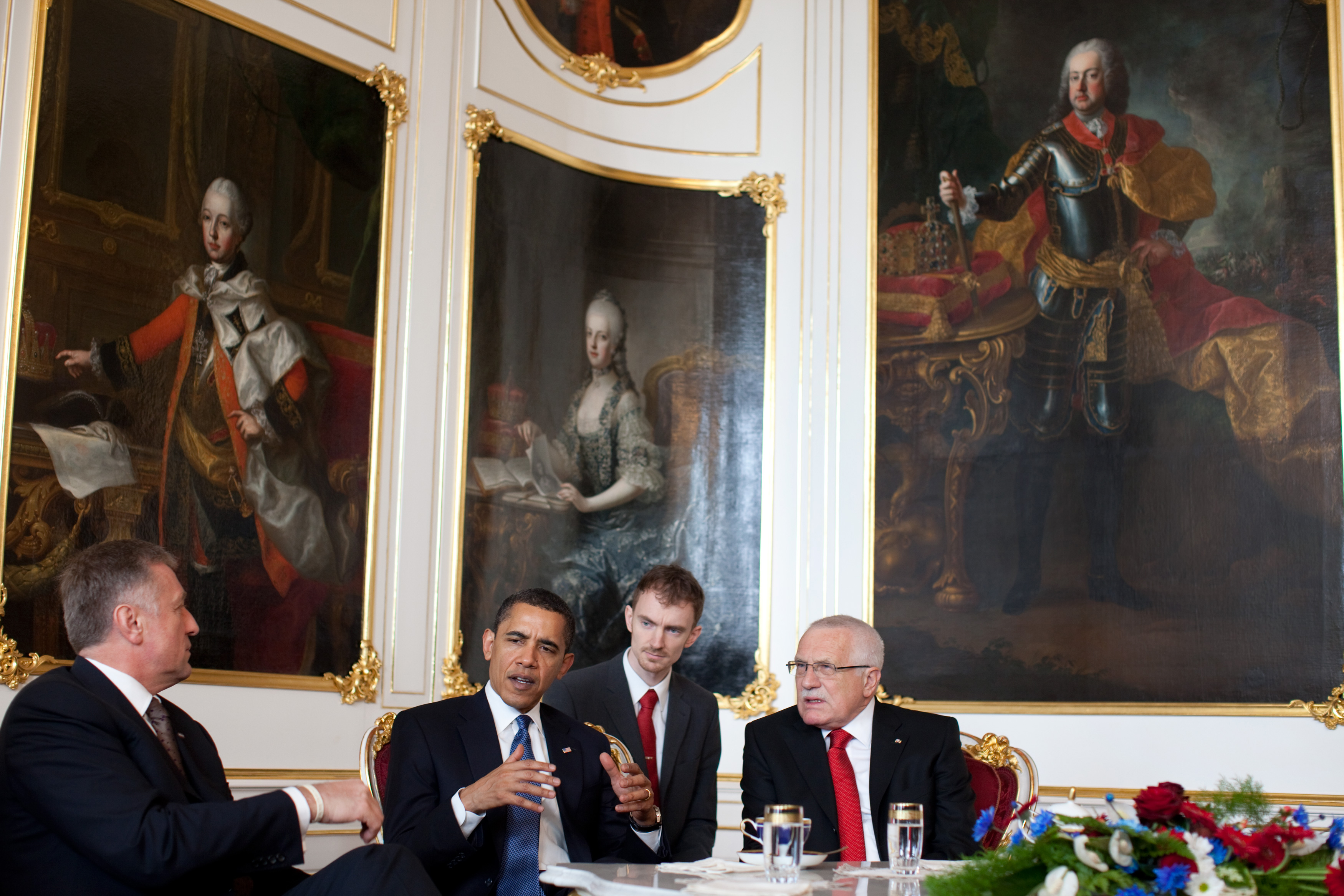
Mirek Topolánek, Barack Obama y Václav Klaus en una reunión.

## Asuntos actuales

### Guerra de Irak y Guerra Global contra el Terror
En 2003, el gobierno checo envió a Kuwait un pequeño contingente de expertos de guerra de armas químicas de élite para apoyar a la entonces inminente guerra estadounidense en la Invasión de Irak de 2003. A pesar del apoyo gubernamental a la guerra, una abrumadora mayoría de los checos se opuso a la invasión de Irak liderada por los Estados Unidos durante todo el período previo a la guerra e inmediatamente después de la invasión. Una encuesta de opinión pública realizada en marzo de 2003 encontró que más del 70 por ciento de la población se oponía a la guerra, incluso con un mandato de la ONU, mientras que el 83 por ciento de los checos estaba en contra de la guerra en Irak sin un mandato. Además, la misma encuesta encontró que el 82 por ciento de los checos cree que los Estados Unidos basan su política exterior "de acuerdo con su propio poder e intereses económicos." La oposición checa a la guerra no equivalía al nivel de manifestaciones masivas de calles visibles, como las que se ven en otras ciudades del mundo. El 15 de febrero de 2003, 1.500 personas asistieron a un mitin contra la guerra en la Plaza de Wenceslao en Praga.

### Sistema de defensa de misiles
Se planificó instalar un sistema defensa antimisiles en Brdy parte de la República Checa. Habría sido un sistema banda X radar que funcionaría con un sitio de misiles en Redzikowo, Polonia.
En agosto de 2008, el Servicio de Información de Seguridad checo (BIS) publicó el informe para el año 2007, en el que dice que los agentes secretos rusos (espías) han influido desde el principio en la opinión pública en contra de la construcción de Estados Unidos. radar en república checa. En septiembre de 2008, la contrainteligencia militar checa confirmó el informe del BIS. "BIS afirma que el espionaje ruso se encuentra actualmente en una intensidad y un nivel altos". Los agentes secretos rusos influyen principalmente en la gente, que puede tener una gran influencia en la opinión pública. Después de que Barack Obama fue elegido Presidente de los Estados Unidos, hubo especulaciones de que podría detener el proyecto. La decisión final de anular los planes se anunció el 17 de septiembre de 2009 mediante una llamada telefónica de Obama al Primer Ministro checo Jan Fischer.[cita requerida]
En junio de 2011, Alexandr Vondra, un ministro de defensa checo, dijo a los EE. UU. Que su país se estaba retirando del sistema europeo de defensa contra misiles, declarando: el futuro, pero esto no cambia nada sobre nuestro apoyo a la defensa de misiles de la OTAN ".
En enero de 2014, el gobierno checo aprobó la venta de 28 aviones militares subsónicos L-159 en un acuerdo por un valor de hasta $ 25.8 millones a los Estados Unidos.

### El papel checo como poder protector en Siria
A partir de febrero de 2012, debido a la escalada de la guerra civil siria, la Embajada de los Estados Unidos en Siria cerró sus puertas. Después de que la embajada  polaca también se cerrara, la República Checa en su lugar asumió la responsabilidad del Poder protector de los Estados Unidos.
Todos los ciudadanos estadounidenses que necesitan ayuda están obligados a ir a la Embajada de la República Checa en Damasco. Los consejos de viaje del Departamento de Estado de EE. UU. incluyen "El gobierno de la República Checa, actuando a través de su Embajada en Damasco, sirve como poder de protección para los intereses de EE. UU. En Siria. La gama de servicios consulares que la República Checa brinda a los ciudadanos de EE.UU. Es extremadamente limitada, y los servicios pueden requerir un tiempo de procesamiento significativamente mayor que en las embajadas o consulados de EE.UU. fuera de Siria".